# Teleférico de Santiago de los Caballeros
El Teleférico de Santiago es un sistema de transporte de cable aéreo de la ciudad de Santiago de los Caballeros siendo la segunda línea de transporte urbano de cable aéreo en República Dominicana. 

## Historia
Mediante la estrategia denominada Santiago 2025 anunciada por el presidente Luis Abinader, incluye la construcción de una línea de monorriel, un corredor de buses eléctricos y ciclovías en la ciudad.
La construcción de un sistema de teleférico para la ciudad de Santiago, inició el 29 de septiembre de 2021, formando parte de un plan de desarrollo urbano que contempla 42.000 millones de pesos. Se contempló que el teleférico beneficiría a 14 comunidades, con casi 123 mil habitantes, a través de seis estaciones en su primera etapa, con la capacidad de transportar a 4,500 pasajeros por hora en cada sentido, movilizando a más de 72 mil pasajeros por día.
El plan también contempla obras de mejoramiento urbano y saneamiento como parques, alcantarillados y plantas de tratamiento de aguas residuales, entre otras obras, pero 36.000 millones de pesos del total se destinarán a las líneas de teleférico y monorriel.
El teleférico forma parte del Sistema Integrado de Transporte de Santiago (SIT-Stgo) con una integración física, tecnológica y tarifaria, con el objetivo de contribuir a mejorar la calidad de vida de los habitantes y reduzcir el impacto en el medio ambiente.
El sistema de transporte por cable está compuesto por 83 de cabinas con pinzas desembragables, con capacidad de transportar 4,000 pasajeros por hora por sentido, para un total de 8,000 personas por hora, y una capacidad de transporte diaria de 64 mil personas.
Durante su construcción fueron intervenidos 25 mil metros de terrenos en la mejora de la construcción de obras paisajísticas, como parques infantiles y de recreación, espacios peatonales, aceras, así como cuadrantes para el intercambio de rutas urbanas y suburbanas, como las ubicadas en Alto del Yaque, La Canela y Sabana Iglesia. 

## Recorrido
El Teleférico de Santiago tiene un recorrido de seis kilómetros conformado por dos tramos. El primer tramo inicia desde el sector La Yagüita del Pastor hasta la Terminal Central Las Carreras en Pueblo Nuevo, con 3.92 kilómetros y cuatro estaciones: Estación Terminal Las Carreras, Estación Mirador del Yaque, Estación Bella Vista y Estación La Yagüita, que se conectará con el segundo tramo.
El segundo tramo inicia desde el sector del recinto  de la Universidad Autónoma de Santo Domingo CURSA de Santiago en el sector La Barranquita hasta el barrio Pekín, con 3.31 kilómetros y tiene tres estaciones: Estación Ciudad Universitaria, Estación La Yagüita  y la Estación Pekín.

## Cabinas
El sistema de transporte por cable usa cabinas con pinzas desembragables, con capacidad de transportar 4,500 pasajeros por hora y por sentido.
La velocidad de recorrido es de 25 kilómetros por hora, sobrevolando las zonas de congestión y el río Yaque del Norte.

## Estaciones
El teleférico tiene un total de seis estaciones dividido en 2 tramos.

### Tramo 1
| Estaciones de la Línea T1 |       |            |           |                               |
| Estación                  | Línea | Conexiones | Servicios | Ubicación                     |
| Las Carreras              |       |            |           | Terminal Central              |
| Mirador del Yaque         |       |            |           | Mirador del Yaque             |
| Bella Vista               |       |            |           | Av. Presidente Antonio Guzmán |
| La Yagüita                |       | Línea T2   |           | La Yagüita                    |

### Tramo 2
| Estaciones de la Línea T2 |       |            |           |                 |
| Estación                  | Línea | Conexiones | Servicios | Ubicación       |
| Ciudad Universitaria      |       |            |           | Campus UASD     |
| La Yagüita                |       | Línea T1   |           | La Yagüita      |
| Pekín                     |       |            |           | Av. Yapur Dumit |

## Desarrollo
Se contempla que el teleférico muestra la estrategia de combinar el desarrollo en lo económico, social, ambiental y urbanístico, como forma de mejorar la calidad de vida de los ciudadanos.